# Міа Аудіна
Міа Аудіна (індонез. Mia Audina, нар. 22 серпня 1979, Джакарта) — індонезійська та нідерландська бадмінтоністка, олімпійська медалістка, призерка чемпіонату світу, чемпіонка Європи.

## Виступи на Олімпіадах
| Олімпіада    | Дисципліна              | Місце  |
| ------------ | ----------------------- | ------ |
| Атланта 1996 | Жінки, одиночний розряд | Срібло |
| Сідней 2000  | Жінки, одиночний розряд | 5      |
| Афіни 2004   | Жінки, одиночний розряд | Срібло |
| Афіни 2004   | Жінки, парний розряд    | 5      |

Бронзова призерка Чемпіонату світу 2003 року в жіночому одиночному розряді.